# Sandrine Levet
Sandrine Levet (* 22. července 1982, departement Horní Savojsko, Auvergne-Rhône-Alpes, Francie) je mistryně světa a pětinásobná vítězka světového porháru v boulderingu a bývalá francouzská reprezentantka ve sportovním lezení na obtížnost a v boulderingu.

## Výkony a ocenění
- 2001 a 2003: vicemistryně a mistryně světa v boulderingu, v roce 2003 získala (bronzovou) medaili i v lezení na obtížnost
- několikanásobná účast na prestižních mezinárodních závodech Rock Master v italském Arcu, kde dvakrát zvítězila
- získala nejvíce medailí v celkovém hodnocení světového poháru ve sportovním lezení (z mužů i žen**), deset (1999–2006) v disciplínách bouldering a lezení na obtížnost, z toho celkem pět zlatých (šest jich má pouze Muriel Sarkany)
  - rekord minimálně k roku 2015
- dalších šest medailí, z toho pět zlatých získala za bodové hodnocení v kombinaci disciplín
- (nebyla nominována na každoroční ocenění La Sportiva Competition Award, neboť anketa probíhá až od roku 2006)

### Závodní výsledky
| Arco Rock Master | Arco Rock Master | Arco Rock Master | Arco Rock Master | Arco Rock Master | Arco Rock Master | Arco Rock Master |
| Rok              | 2002             | 2003             | 2004             | 2005             | 2006             | 2007             |
| ---------------- | ---------------- | ---------------- | ---------------- | ---------------- | ---------------- | ---------------- |
| Obtížnost        | 1                | 3                | 2                | 2                | 1                | 6                |

| Mistrovství světa | Mistrovství světa | Mistrovství světa | Mistrovství světa | Mistrovství světa | Mistrovství světa |
| Rok               | 1999              | 2001              | 2003              | 2005              | 2007              |
| ----------------- | ----------------- | ----------------- | ----------------- | ----------------- | ----------------- |
| Obtížnost         | 9                 | —                 | 3                 | 6                 | 9                 |
| Bouldering        | —                 | 2                 | 1                 | 16                | 8-12              |

| Světový pohár       | Světový pohár | Světový pohár | Světový pohár | Světový pohár | Světový pohár | Světový pohár | Světový pohár | Světový pohár | Světový pohár |
| Rok                 | 1999          | 2000          | 2001          | 2002          | 2003          | 2004          | 2005          | 2006          | 2007          |
| ------------------- | ------------- | ------------- | ------------- | ------------- | ------------- | ------------- | ------------- | ------------- | ------------- |
| Obtížnost           |               | 9             | 3             | 2             | 2             | 13            | 12            | 2             | 17            |
| jednotlivě (x/x/x)* |               |               |               |               |               |               |               |               |               |
|                     |               |               |               |               |               |               |               |               |               |
| Bouldering          | 3             | 1             | 1             | 7–8           | 1             | 1             | 1             |               | 33-35         |
| jednotlivě (x/x/x)* |               |               |               |               |               |               |               |               |               |
|                     |               |               |               |               |               |               |               |               |               |
| Kombinace           | 5             | 2             | 1             | 1             | 1             | 1             | 1             | —             |               |

* Pozn.: nalevo jsou poslední závody v roce